# Museo delle navi romane di Nemi
Il Museo delle navi romane si trova lungo le rive del lago di Nemi, in provincia di Roma.
Il Museo afferisce alla Direzione regionale Musei nazionali Lazio, istituto del Ministero della Cultura.

## Storia
Nessun autore dell'antica Roma ha mai parlato delle navi imperiali nel lago di Nemi. Se ne supponeva l'esistenza perché, già nel medioevo, accadeva che, di tanto in tanto, venissero pescati alcuni reperti archeologici.
Si fecero diverse ipotesi sia sull'esistenza delle navi che su chi le avesse volute finché, tra i diversi reperti pescati, comparvero le cosiddette fistulae aquariae. Si trattava di grosse tubazioni in piombo che facevano parte di un impianto idraulico piuttosto costoso utilizzato dalle ricche famiglie romane per portare acqua corrente all'interno dei palazzi. Questi tubi erano ricavati da lastre rettangolari di piombo su cui si era soliti stampigliare il nome del proprietario, spesso il nome del liberto idraulico e a volte un numero progressivo. Da ciò si ricavò che appartenessero all'imperatore Caligola. Quando questi morì, presumibilmente, le due navi furono affondate, nel rispetto della condanna alla damnatio memoriae.
Il primo tentativo di recupero fu voluto dal cardinale Prospero Colonna nel 1446. Il cardinale, signore di Nemi e uomo di vasta erudizione, affidò il difficile compito a Leon Battista Alberti. Le operazioni di recupero delle navi ebbero inizio e furono descritte da Flavio Biondo da Forlì nella sua "Italia illustrata". Leon Battista Alberti chiamò alcuni valenti nuotatori genovesi, i marangoni, che raggiunsero e, per quanto fu loro possibile, esplorarono la nave più vicina alla riva e ne riferirono la distanza e la profondità. Si costruì una piattaforma galleggiante e, con delle corde munite di ganci, si tentò di tirare la nave a riva. Si riuscì invece solo a strappare un pezzo dell'imbarcazione, danneggiandone seriamente la struttura.
Il secondo tentativo fu voluto da Francesco De Marchi nel 1535. Il tentativo è documentato nel suo trattato di "Architettura militare". Il 15 luglio 1535 De Marchi decise di immergersi personalmente avvalendosi di una specie di campana inventata da Étienne Guillery ., che partecipò alle immersioni. Cominciò ad osservare la nave più vicina alla riva, che era anche quella che giaceva a minor profondità. La lunghezza secondo la sua valutazione era di sessantaquattro metri e la larghezza di venti. Il legno, protetto dal fango, era ben conservato anche se aveva quasi duemila anni. Si cercò più volte di cingere la nave con fasce e cordami, nel tentativo, inutile, di riportarla in superficie.
Negli anni successivi vi furono numerosi saccheggi da parte dei pescatori del lago di cui è data testimonianza nelle "Memorie sui conventi francescani" di Padre Casimiro. Nel settembre 1827, si tentò per la terza volta l'impresa del recupero delle navi. Il nobile cavaliere Annesio Fusconi decise di servirsi nuovamente della campana. Ne costruì una abbastanza grande da contenere otto marangoni. Fu, poi, realizzata una piattaforma galleggiante, piuttosto ampia, idonea a sostenere la campana ed a calarla in acqua mediante quattro argani. Il 10 settembre del 1827 si diede inizio al tentativo di recupero della nave più vicina alla riva: fu immersa la campana con dentro gli otto marangoni che però, una volta sul fondo, non poterono asportare grandi quantitativi di materiale. Furono allora legate alcune gomene agli argani e si avvolsero delle cime allo scafo. Ancora una volta le corde si ruppero e l'impresa fu rimandata.
Il 3 ottobre 1895, su incarico della famiglia Orsini e con il contributo dello Stato, si procedette al quarto tentativo di recupero. Ci si avvalse della collaborazione di un provetto palombaro, che esaminò accuratamente la nave più vicina alla riva e tornò alla superficie con la ghiera di un timone. Si divelsero dallo scafo le famose teste feline e poi, ancora, rulli sferici, rulli cilindrici, cerniere, filastrini in bronzo, tubi di piombo, tegole di rame dorato, laterizi di varie forme e dimensioni, frammenti di mosaici con abbellimenti in pasta di vetro, lamine di rame ed altro. Il 18 novembre venne poi individuata la seconda nave, dalla quale si recuperò altro materiale. La maggior parte del materiale recuperato fu acquistato dal governo per il Museo Nazionale Romano. Per impedire l'ulteriore saccheggio da parte dei privati, il Ministro della Pubblica Istruzione, Guido Baccelli, chiese la collaborazione dell'ammiraglio Enrico Morin, Ministro della Marina, per il definitivo recupero delle navi. L'incarico fu affidato al Tenente colonnello Vittorio Malfatti. Questi, affiancato da un espertissimo palombaro, fu in grado di stabilire che la prima nave distava dalla riva circa cinquanta metri e adagiata sul fianco sinistro ad una profondità da cinque a dodici metri. Lontano duecento metri, ad una profondità da quindici a venti metri circa, giaceva la seconda nave, anch'essa adagiata sul lato sinistro ed anch'essa semi coperta dal fango. Tuttavia i tempi non erano ancora maturi per il recupero.

Inaugurazione del Museo di Nemi alla presenza di Benito Mussolini e del ministro dell'Educazione Nazionale Giuseppe Bottai

Finalmente nell'anno 1926 si tornò a parlare del recupero delle navi. Fu creata una commissione di studio affidandone la presidenza al senatore Corrado Ricci. Dopo un'attenta analisi la commissione ritenne idoneo il metodo di lavoro proposto dal Malfatti: l'abbassamento del livello del lago fino a far emergere le due navi. Il 9 aprile 1927, in un discorso alla Reale Società Romana di Storia Patria, il Capo del Governo, Benito Mussolini, annunciò la decisione di recuperare le due grandi navi sommerse. Era dunque deciso che si dovesse svuotare parzialmente il lago di Nemi per far riemergere le due antiche navi romane utilizzando l'antico emissario affinché portasse le acque al mare. L'emissario, risalente al periodo etrusco, veniva utilizzato al tempo dei romani per far defluire le acque del lago di Nemi fino al mare in modo che non inondassero il santuario di Diana che sorgeva sulla riva settentrionale del lago di Nemi. Fu necessario esaminare a fondo l'emissario per rendersi conto dello stato generale dell'intera antichissima opera. Augusto Anzil e Mafaldo Corese riuscirono a percorrere l'intera galleria e ad uscire dalla parte del lago. Nel mese di settembre del 1928 i lavori di sistemazione furono portati a termine, ed il 1º ottobre se ne effettuò il collaudo. Il 20 ottobre 1928 Mussolini, accompagnato dal Sottosegretario agli Interni e dai Ministri della Pubblica Istruzione e dei Lavori Pubblici, mise in funzione l'impianto idrovoro. Il 28 marzo 1929 affiorarono le più alte strutture della prima nave. Anche l'altra nave fu tratta a riva ed entrambe trovarono posto nel Museo delle Navi Romane.

## L'incendio
La notte tra il 31 maggio e il 1º giugno del 1944 un incendio avvampò sulle rive del lago di Nemi. In realtà si trattava di un bombardamento alleato nei confronti di una batteria antiaerea formata da quattro cannoni nazisti. Nella foga del bombardamento i custodi del museo osservarono che i nazisti si aggiravano con un lume all'interno del museo e quindi il giorno dopo era interamente incendiato. Tutto andò distrutto, comprese le due navi. Si salvarono solo quei reperti che erano stati precedentemente trasportati nel museo nazionale romano. I nazisti abbandonarono la loro postazione il 2 giugno, mentre gli americani arrivarono due giorni dopo, senza trovare più alcunché da salvare.
Le due navi sono state riprodotte in scala 1/5, e questi modellini sono, l'uno dietro l'altro, esposti in un'ala del museo.

## Descrizione
Già di per sé è una costruzione interessante, perché offre un rarissimo esempio, il primo al mondo, di struttura concepita appositamente in funzione del contenuto e condizionata da quest'ultimo nelle soluzioni architettoniche.
In effetti il museo delle navi di Nemi è un doppio hangar di calcestruzzo delle dimensioni esatte per le due navi, che erano lunghe circa 80 metri. Morpurgo lo volle con grandi superfici vetrate e realizzò al di sopra del tetto una terrazza praticabile da cui si gode un panorama inedito del lago, proprio sulla sponda ma in posizione elevata.
Dopo la ristrutturazione è stato adibito per ospitare un tratto dell'antica Via Sacra, i modelli in scala 1:5 delle navi fatti sulla base dei molti disegni tecnici eseguiti dagli ingegneri della Marina all'epoca del recupero, pannelli illustrativi, il materiale scampato all'incendio e reperti del Santuario di Diana.